# Epidendrum oldemanii
Epidendrum oldemanii är en orkidéart som beskrevs av Eric Alston Christenson. Epidendrum oldemanii ingår i släktet Epidendrum och familjen orkidéer.
Artens utbredningsområde är Franska Guyana. Inga underarter finns listade i Catalogue of Life.